# Одзвінчення приголосних звуків
Одзвінчення приголосних звуків — фонетичне явище, за якого глухий приголосний вимовляється як дзвінкий. Один із різновидів нейтралізації глухих і дзвінких приголосних (протилежне явище — оглушення приголосних звуків).
Одзвінчення приголосних є наслідком впливу на глухий приголосний наступного дзвінкого (регресивна асиміляція). Кореляція приголосних за дзвінкістю/глухістю, яка відбувається у мовленні, властива тільки шумним приголосним. Дзвінкі й глухі приголосні подібні між собою за артикуляційними ознаками — місцем і способом творення (наприклад, губні зімкнені вибухові [б], [п]; зубні щілинні [з], [с] та ін.). Відмінність між ними полягає у наявності/відсутності голосу і пов'язана з роботою голосових зв'язок. Глухі шумні приголосні — це чистий шум, тоді як у дзвінких приголосних до шуму додається голос (вокальний елемент звука).
Одзвінчення приголосних є додатковий варіант вимови, тобто можлива вимова з одзвінченням приголосних або без нього, що однаково є орфоепічною нормою. В українській мові глухий [т] перед шиплячим дзвінким [ж] може одзвінчуватися: отже [одже]; [т'] перед дзвінкими несонорними приголосними вимовляється як [д']: боротьба [бород'ба], молотьба [молод'ба]; [с'] перед дзвінкими несонорними приголосними вимовляється як [з'], а перед шиплячими приголосними — як [ш]: просьба [проз'ба], ось де [оз'де], ось чому [оз'-чому]; [ч] одзвінчується як [ж]: лічба [л'ід^жба], хоч би [ход^жби] і як [ц']: у річці [ур'іц':і]; [к] — як додатковий варіант вимовляється [ґ]: вокзал [воґзал], як би [йаґби]; [х] у швидкому темпі мовлення перед дзвінкими несонорними приголосними виступає у своєму варіанті [г], тобто як дзвінкий задньоязиковий щілинний приголосний: про тих бідних [про тиг б'ідних].
Староукраїнські пам'ятки засвідчують одзвінчення приголосних внаслідок регресивної асиміляції з 14 ст. (прозбу, з дубровами, з бчолами). У сучасній українській мові регресивна асиміляція у групах глухий + дзвінкий приголосний має характер загальної фонетичної норми (наприклад, сірниґ запалив хмиз) і відбувається в усному мовленні досить послідовно.